# 東園子
東 園子（あずま そのこ、1978年 - ）は、日本の社会学者。専門はジェンダー論・ポピュラーカルチャー研究。

## 経歴
大阪市出身。神戸大学大学院文学研究科を修了後、企業での勤務を経て、大阪大学大学院人間科学研究科に入学。博士論文「女性のホモソーシャルな親密性をめぐる文化社会学的考察：「宝塚」と「やおい」のメディア論的分析を通して」で、2010年に博士（人間科学）を取得。その後、同研究科で助教として勤務後、招へい研究員に就任。その傍ら、複数の大学で非常勤講師を務める。2017年、京都産業大学に着任。2025年現在、京都産業大学現代社会学部現代社会学科准教授。

## 研究
イヴ・セジウィックの「ホモソーシャル」概念とニクラス・ルーマンの「親密性のコード」概念をもとに、宝塚歌劇団とボーイズラブ二次創作の女性ファンを対象とする社会学的な研究を行っている。
男性オタクの間で物語消費的・データベース消費的な創作・消費活動が行われるのに対し、BL・やおいを好む女性オタク（いわゆる腐女子）の間では作品中のキャラクター同士の関係性に注目した二次創作活動が行われているとし、これを相関図消費と概念化した。

## 著作

### 単著
- 宝塚・やおい、愛の読み替え：女性とポピュラーカルチャーの社会学（新曜社）2015年

### 共編著
- 北田暁大・東園子 共編著、岩波講座 社会学 第12巻 文化・メディア（岩波書店）2023年

### 分担執筆
- 思想地図 vol.5（NHK出版）2010年
- バイオサイエンス時代から考える人間の未来（勁草書房）2015年
- 最強の社会調査入門――これから質的調査をはじめる人のために（ナカニシヤ出版）2016年
- 多元化するゲーム文化と社会（ニューゲームズオーダー）2019年
- BLの教科書（有斐閣）2020年
- 3STEPシリーズ 社会学（昭和堂）2020年
- ガールズ・メディア・スタディーズ （北樹出版）2021年
- 〈戦い〉と〈トラウマ〉のアニメ表象史 （日本評論社）2023年